# Incala resima
Incala resima är en skalbaggsart som beskrevs av Oliver Erichson Janson 1885. Incala resima ingår i släktet Incala och familjen Cetoniidae. Inga underarter finns listade i Catalogue of Life.